# Имперские рыцари

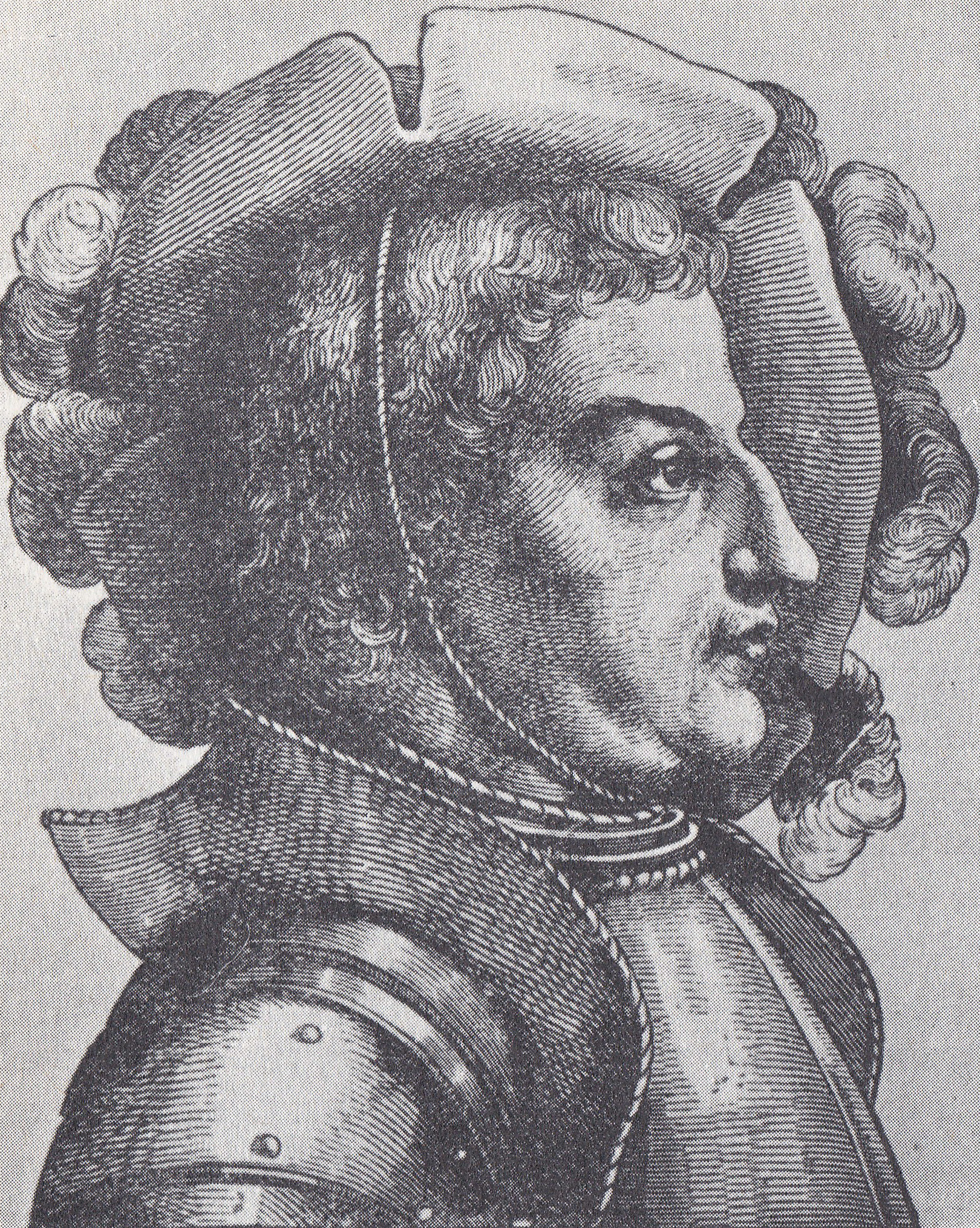
Франц фон Зикинген — один из имперских рыцарей XVI века.

Имперские рыцари, Имперское рыцарство (нем. Reichsritterschaft, нем. Reichsfreie Ritterschaft; итал. liberi cavalieri Imperiali, итал. cavalieri dell'Impero) — категория не титулованной знати Священной Римской империи, непосредственные вассалы императора, получавшие землю в феод за военную службу, в другом источнике указано, что это была совокупность рыцарских родов, которые не имели голоса в имперском сейме, но признавали над собой только власть германо-римского императора и империи и в своих владениях сохранили свои верховные права.
Имперские рыцари не были одним из имперских сословий (подобно тому, как на Руси опричники не считались боярами), но пользовались привилегиями, подходившими более или менее к суверенным правам высшего, имперского дворянства, и в силу этого занимали как бы посредствующее положение между ним и остальным дворянством. Случаи возведения отдельных имперских рыцарей в княжеское достоинство были крайне редки. С образованием в Западной Европе Рейнского союза и упразднением в 1806 году германо-римской империи Имперское рыцарство было окончательно медиатизировано.

## История
Имперские рыцари не считались имперским сословием, поскольку не платили государственных налогов и потому не участвовали ни в рейхстаге, ни в советах имперских округов. Особое значение имперские рыцари имели для формирования имперской армии и комплектования органов управления империи.
По окончании гражданской Тридцатилетней войны статус имперских рыцарей был закреплен в документах Вестфальского мира. Однако они не получили представительства в рейхстаге, парламенте крупных феодалов, и не относились к высшей знати (нем. Hoher Adel). Их социальный статус соответствовал положению мелкопоместного дворянства.
В своих владениях имперские рыцари выступали как территориальные суверены с административно-судебной властью над подданными. Лены имперских рыцарей были, за редким исключением (Шлиц, Рехберг), незначительны по площади, что создавало постоянную угрозу их поглощения более крупными территориальными образованиями. По этой причине имперское рыцарство было одной из важнейших опор императорской власти и интеграционных тенденций в империи. Географически рыцарские лены располагались, главным образом, на юго-западе Германии, образуя анклавы среди владений имперских князей, графов и прелатов.
Насколько многочисленны были имперские рыцари, достоверно неизвестно, но по оценкам 1800-х годов их было около 350—400 семей, в управлении которых находилось около 1 700 феодов, в другом источнике указано что оно состояло приблизительно из полутора тысяч фамилий, владения которых сосредоточивались на Рейне, во Франконии, но особенно в Швабии (до 50 %) и в общем обнимали территорию Германо-римской империи с населением в 300 000 человек.
В 1806 году, с падением Священной Римской империи — юридического собственника феодов, земельные владения имперских рыцарей были аннексированы более крупными государственными образованиями.

## Организация
Высший орган всего имперского рыцарства — генеральный депутатский сейм (нем. Generalkorrespondenztage), исполнительный орган — генеральное правление (Generaldirectorium). По территориальному принципу имперские рыцари объединялись в 15 рыцарских кантонов (ritterorte). Рыцарские кантоны были объединены в рыцарские округа (ritterkreis), примерно соответствовавшие части имперских округов:
- Швабский:
  - Рыцарский кантон Донау (Ritterkanton Donau), центр — Эинген;
  - Рыцарский кантон Хегау-Альгой-Бодензее (Ritterkanton Hegau-Allgäu-Bodensee), центры — Радольфцелль и Ванген-в-Альгой;
  - Рыцарский кантон Неккар-Шварцвальд-Ортенау (Ritterkanton Neckar-Schwarzwald-Ortenau), центр — Тюбинген;
  - Рыцарский кантон Кохер (Ritterkanton Kocher), центр — Эсслинген;
  - Рыцарский кантон Крайхгау (Ritterkanton Kraichgau), центр — Хайльбронн;
- Франконский:
  - Рыцарский кантон Альтмюль (Ritterkanton Altmühl), центр — Вильхернсдорф;
  - Рыцарский кантон Баунах (Ritterkanton Baunach), центр — Баунах;
  - Рыцарский кантон Гебюрг (Ritterkanton Gebürg), центр — Бамберг;
  - Рыцарский кантон Оденвальд (Ritterkanton Odenwald), центр — Кохендорф;
  - Рыцарский кантон Рён-Верра (Ritterkanton Rhön-Werra), центр — Швайнфурт;
  - Рыцарский кантон Штайгервальд (Ritterkanton Steigerwald), центр — Эрланген;
- Рейнский;
- рыцари Нижнего Эльзаса пользовались особым статусом).

Рыцарские округа
Высшим органом рыцарского округа являлся окружной сейм (Kreisconvent), также состоявший из всех рыцарей округа, исполнительным органом имперского округа являлось окружное правление (окружная директория), избиравшееся окружным сеймом, и гетманский сейм (directorialtag), состоявший из рыцарских гетманов отдельных кантонов.
Рыцарские кантоны
Высшим органом рыцарского кантона являлся рыцарский сейм (Rittertag, Ortsconvent), исполнительным органом — избираемое рыцарским сеймом местное правление (Ortsvorstand), состоявшее из рыцарского гетмана или рыцарского директора (Ritterhauptmann) и рыцарских советников.

## Известные имперские рыцари
Ниже представлены некоторые известные имперские рыцари (не все):
- Хартман фон Хельдрунген (ум. 1282 году), одиннадцатый великий магистр Тевтонского ордена (1273—1282 годы)
- Карл Гейнрих фон Хейнекен (1707—1791 годы), немецкий археолог и музейный деятель
- Франц фон Зикинген (1481—1523 годы), предводитель Рыцарского восстания
- Франц фон Шенхольц